# 阿尼馬斯火山
1°33′50.4″N 76°51′15.7″W / 1.564000°N 76.854361°W
阿尼馬斯火山（西班牙語：Volcán Las Ánimas），是哥倫比亞的火山，位於該國西南部，處於考卡省和納里尼奧省接壤的邊界，屬於哥倫比亞中部山脈的一部分，海拔高度4,175米。